# Larry Brandenburg
Larry Brandenburg (Wabasha, 3 de maio de 1948) é um ator americano. Ele apareceu em diversos seriados de televisão e filmes como The Shawshank Redemption, Fargo, The Santa Clause e Os Intocáveis.